# Liste der denkmalgeschützten Objekte in Kirchberg an der Pielach
Die Liste der denkmalgeschützten Objekte in Kirchberg an der Pielach enthält die 9 denkmalgeschützten, unbeweglichen Objekte der Gemeinde Kirchberg an der Pielach.

## Denkmäler
| Foto |                 | Denkmal                                                                                  | Standort                                                                | Beschreibung | Metadaten |
| ---- | --------------- | ---------------------------------------------------------------------------------------- | ----------------------------------------------------------------------- | --- | --- |
| ja   | Datei hochladen | Kapelle HERIS-ID: 60577 Objekt-ID: 72896                                                 | Am Kirchenberg 2, westlich Standort KG: Kirchberg an der Pielach        | Die um 1900 erbaute Kapelle auf dem Kirchberg hat eine Segmentbogennische unter einem Satteldach, eine offene Vorhalle und einen Blendgiebel in gotisierendem Stil. | BDA-Hist.: Q38092209 Status: § 2a Stand der BDA-Liste: 2025-06-30 Name: Kapelle GstNr.: .395 Kapelle (Kirchberg an der Pielach)                                                 |
| ja   | Datei hochladen | Kath. Pfarrkirche hl. Martin und Friedhof HERIS-ID: 49992 Objekt-ID: 54434               | Kirchengasse 6, neben Standort KG: Kirchberg an der Pielach             | Die Pfarrkirche von Kirchberg (Patrozinium: hl. Martin) wurde zwischen 1200 und 1250 errichtet und im 14. und 15. Jahrhundert erweitert. Die dreischiffige Pfeilerbasilika verfügt über drei Altäre mit neugotischer Ausstattung, einen Turm und ein Langhaus mit sechsteiligem Netzrippengewölbe.                                                              | BDA-Hist.: Q1672171 Status: § 2a Stand der BDA-Liste: 2025-06-30 Name: Kath. Pfarrkirche hl. Martin und Friedhof GstNr.: .42, 160 Pfarrkirche Kirchberg an der Pielach          |
| ja   | Datei hochladen | Pfarrhaus und Stadl HERIS-ID: 43611 Objekt-ID: 44248                                     | Kirchengasse 7 Standort KG: Kirchberg an der Pielach                    | Das Pfarrhaus ist ein langgestreckter Komplex aus dem 16. Jahrhundert mit erneuerter Putzbandgliederung. An einer Ecke ist noch ein Rundturm erhalten geblieben. Das Innere wurde allerdings um 1960 stark verändert. | BDA-Hist.: Q38004263 Status: Bescheid Stand der BDA-Liste: 2025-06-30 Name: Pfarrhaus und Stadl GstNr.: .40                                                                     |
| ja   | Datei hochladen | Schloss Kirchberg HERIS-ID: 34170 Objekt-ID: 32159                                       | Schloßhof 1-5, 5a, 2-4 Standort KG: Kirchberg an der Pielach            | Das einstige Wasserschloss stammt in seiner heutigen Form aus dem 16. Jahrhundert. Die ältesten Teile werden auf das 11. Jahrhundert datiert. Es verfügt über einen kleinen Hof, toskanische Säulengänge, einen runden Erkerturm mit mittelalterlicher Wappenkartusche und ein mit 1674 bezeichnetes Portal aus Marmor.                                         | BDA-Hist.: Q37956721 Status: Bescheid Stand der BDA-Liste: 2025-06-30 Name: Schloss Kirchberg GstNr.: .1/8, .1/2, .1/1, .1/3, .1/4, .1/5, .1/6 Schloss Kirchberg an der Pielach |
| ja   | Datei hochladen | Figurenbildstock hl. Johannes Nepomuk HERIS-ID: 59356 Objekt-ID: 70607                   | Schloßstraße / Mariazeller-Straße Standort KG: Kirchberg an der Pielach | Die Statuengruppe auf einem monumentalen, volutenverzierten Sockel stammt aus der Mitte des 18. Jahrhunderts. | BDA-Hist.: Q38087072 Status: § 2a Stand der BDA-Liste: 2025-06-30 Name: Figurenbildstock hl. Johannes Nepomuk GstNr.: 4610 Bildstock Nepomuk Kirchberg an der Pielach           |
| ja   | Datei hochladen | Bauernhaus Christenthal HERIS-ID: 60698 Objekt-ID: 73074                                 | Tradigist-Dorf 25 Standort KG: Kirchberg an der Pielach                 | Das bäuerliche Wohnhaus mit Stallscheune vom Anfang des 19. Jahrhunderts gehörte zum ehemaligen Forstgut. Das eingeschoßige Mittelflurhaus wird von einem Satteldach gedeckt, auf seiner Giebelseite und um die Fenster sind aufwendige ornamentale Darstellungen und Jagdszenen mit Oskar Pafka 1944 bezeichnet. Eine Holzbalkendecke ist mit 1810 bezeichnet. | BDA-Hist.: Q38092794 Status: § 2a Stand der BDA-Liste: 2025-06-30 Name: Bauernhaus Christenthal GstNr.: .387 Bauernhaus Christenthal in Tragidist                               |
| ja   | Datei hochladen | Kath. Filialkirche hl. Andreas und ehem. Friedhofsmauer HERIS-ID: 60565 Objekt-ID: 72882 | Tradigist-Dorf 5 Standort KG: Kirchberg an der Pielach                  | Die Filialkirche in Tradigist (Patrozinium: hl. Andreas) ist eine spätgotische Wehrkirche mit dreijochigem Langhaus, einjochigem Chor und einem unvollendeten Südturm, der auf der Höhe des Dachfirstes abschließt. Sie wurde um 1464 errichtet. | BDA-Hist.: Q38092190 Status: § 2a Stand der BDA-Liste: 2025-06-30 Name: Kath. Filialkirche hl. Andreas und ehem. Friedhofsmauer GstNr.: .55, 239 Filialkirche Tradigist         |
| ja   | Datei hochladen | Bauernhaus, Hof Sommerau HERIS-ID: 60685 Objekt-ID: 73061seit 2014                       | Tradigistgegend 10 Standort KG: Kirchberg an der Pielach                | Der Paarhof hat einen zweigeschoßigen Wohntrakt aus der Zeit um 1600. Er weist ein Satteldach auf, die Fenster im Obergeschoß haben Steckgitter. Die Erdgeschoßräume sind tonnen- und stichkappengewölbt, die Holzbalkendecke im Obergeschoß ist mit 1601 bezeichnet.                                                                                           | BDA-Hist.: Q38092770 Status: Bescheid Stand der BDA-Liste: 2025-06-30 Name: Bauernhaus, Hof Sommerau GstNr.: 3781 Bauernhaus Sommerau in Tragidist                              |
| ja   | Datei hochladen | Brunnen HERIS-ID: 79530 Objekt-ID: 93218                                                 | Schloßhof 3, bei Standort KG: Kirchberg an der Pielach                  | | BDA-Hist.: Q38154645 Status: § 2a Stand der BDA-Liste: 2025-06-30 Name: Brunnen GstNr.: .1/7 Brunnen Schloss Kirchberg an der Pielach                                           |